# Aloe subnigricans
Aloe subnigricans é uma espécie de liliopsida do gênero Aloe, pertencente à família Asphodelaceae.